# Harlamov
Harlamov je priimek več oseb:
- Sergej Dmirijevič Harlamov, sovjetski general
- Valerij Borisovič Harlamov, ruski hokejist